# 요한 야콥 프로베르거

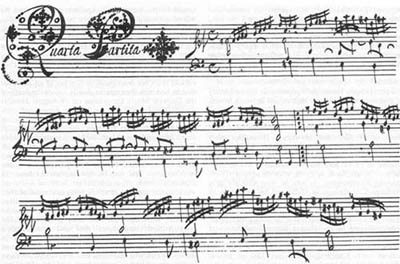
프로베르거의 자필 악보

요한 야콥 프로베르거(Johann Jakob Froberger, 1616년 5월 19일 ~ 1667년 5월 7일)는 17세기에 활약한 독일의 바로크 작곡가이자 건반악기 연주의 대가이다.

## 생애
슈투트가르트에서 태어나, 슈투트가르트 궁정악장이자 오르가니스트로 재직중이인 아버지 바질리우스로부터 음악교육을 받았다. 이후 슈타이더클레더에게 사사했으며 1637년부터 빈에서 궁정 오르간 주자로 일했다. 그 급여로 이탈리아에 유학해 프레스코발디에게 사사했으며 이듬해 귀국한 후에도 20년 이상 궁정 오르간 연주자로 일했다.
프로베르거는 요한 제바스티안 바흐에게 큰 영향을 주었다.

## 작품
- 《오르간과 클라브생(하프시코드) 곡집》

## 참고 문헌
- 편집부, 《최신 명곡해설》, 세광아트, 1992, ISBN 89-03-22101-X